# Thomas Parker (juge)
Pour les articles homonymes, voir Thomas Parker et Parker.
Thomas Parker (vers 1695 – 29 décembre 1784), est un juge anglais. Il fut Privy Counsellor et Lord Chief Baron of the Exchequer.
Sa fille Martha épousa l'Admiral Lord St Vincent. 
En 1742, il reçoit un titre de chevalier en même temps qu'il est nommé juge en chef (chief baron) de l'Échiquier.